# Valuación de inventarios
```
Tradicionalmente, los inventarios fueron vistos, más allá de la gestión empresarial, como un mal necesario para garantizar la continuidad de la producción, sin embargo, la gestión empresarial actual está necesitada de una adecuada gestión y control de los inventarios, donde debe primar el criterio de mantener las cantidades mínimas necesarias que garanticen la continuidad de todo el flujo en la cadena logística que permitan absorber el impacto de la variabilidad e incertidumbre asociadas a la operación, garantizando la máxima satisfacción del cliente y la eficiencia de la entidad.
```

```
La importancia de ejercer un control eficaz de los inventarios se basa en que al tener un buen manejo se puede dar un mejor servicio al cliente porque se logra controlar pedidos atrasados o falta de artículos para la venta. Así mismo, un buen inventario significa una buena producción porque se puede tener disponible toda la contabilidad de inventarios.
```

```
La contabilidad de inventarios involucra dos importantes aspectos:
```

```
El costo del inventario comprado o manufacturado necesita ser determinado.
```

```
Dicho costo es retenido en las cuentas de inventario de la empresa hasta que el producto es vendido.
```

```
La valuación de inventarios es el proceso en que se selecciona y se aplica una base específica para evaluar los inventarios en términos monetarios.
```

```
A continuación se presentarán 4 métodos de valuación de inventarios que son los que comúnmente se utilizan en las empresas:
```

```
Identificación específica:
 cada artículo vendido y cada unidad que queda en el inventario están individualmente identificadas
```

```
Primeras entradas primeras salidas (PEPS) (en inglés 
FIFO
):
 los primeros artículos en entrar al inventario son los primeros en ser vendidos (costo de ventas) o consumidos (costo de producción). El inventario final está formado por los últimos artículos que entraron a formar parte de los inventarios.
```

```
Últimas entradas primeras salidas (UEPS) (en inglés 
LIFO
):
 El método UEPS para calcular el costo del inventario es el opuesto del método PEPS. Los últimos artículos que entraron a formar parte del inventario son los primeros en venderse o consumirse. En este método no debe costearse un material a un precio diferente, sino hasta que la partida más reciente de artículos se haya agotado y así sucesivamente. Si se recibe en almacén una nueva partida, automáticamente el costo de esa partida se vuelve el que se utiliza en las nuevas salidas.
```

```
Costo Promedio:
 Este es el método más utilizado por las empresas y consiste en calcular el costo promedio unitario de los artículos. El primer paso para poder crear una valuación de inventarios utilizando costo promedio es sacar el costo unitario del inventario final. Este se calcula a través del total de costos acumulados —costos totales menos el inventario final— entre el total de unidades equivalentes. Dentro de los costos están: los de productos en proceso,  inventario inicial, de materiales, mano de obra, gastos de producción, e indirectos. Ese costo unitario se desglosa en una cédula de aplicación del costo, y el costo final del inventario debe de ser igual al número total de unidades equivalentes por el costo promedio de cada unidad. Cada vez que se efectúe una compra nueva se deberá calcular el costo unitario promedio. Este nuevo costo surge de dividir el saldo monetario entre las unidades existentes, por lo cual las salidas del almacén que se realicen después de esta nueva compra se valuarán al nuevo costo y así sucesivamente.
```

```
Los inventarios de mercancías se pueden llevar tanto por el sistema perpetuo o por el sistema periódico, en el primero, el inventario se afecta cada vez que compramos y/o vendemos mercancías, mientras que el segundo no se registran los movimientos del inventario, sino que al final del periodo contable se procede a un conteo físico para calcular la existencia en el negocio.
```

```
APLICACIÓN DE LOS MÉTODOS
```

```
Con el siguiente ejemplo se pretende explicar la aplicación de cada uno de los métodos para la fijación del costo de mercancías en el inventario.
```

```
Inventario inicial - Cantidad: 10 unidades - Costo unitario: $ 10
 
000 - Valor total: $ 100
 
000
```

```
Compras - Cantidad: 30 unidades - Costo unitario: $ 15
 
000 - Valor total: $ 450
 
000
```

```
Cantidad total - Cantidad: 40 unidades - Costo unitario: ?? - Valor total: $ 550
 
000
```

```
Ventas periodo - Cantidad: 35 unidades - Costo unitario: ?? - Valor total: ??
```

```
Inventario final - Cantidad: 5 unidades - Costo unitario: ?? - Valor total: ??
```

```
Promedio ponderado
```

```
Valor total      = $550
 
000 = $13
 
750
```

```
Cantidad total        40
```

```
El valor promedio del costo por artículo es de $13
 
750
El valor del inventario final = 5 Unid. * $13
 
750 = $68
 
750
El inventario final queda valorado al costo promedio mercancía en existencia.
```

```
PEPS o FIFO
```

```
Valor del inventario final = 5 Unid. * $15
 
000 = $75
 
000. El inventario final queda valorado al costo de la última mercancía en existencia, explicado a continuación.
```

```
Había 10 unidades de $ 10
 
000 que entraron primeras.
```

```
Se compraron 30 unidades de $ 30
 
000 que entraron segundas.
```

```
Se vendieron 35 unidades:
```

```
Primero las 10 primeras en entrar a $ 10
 
000, que fueron las primeras en salir (First in, first out)
```

```
Luego, de la segunda tanda de 30 unidades con costo $ 15
 
000, se vendieron 25, quedando solo 5 de esta tanda.
```

```
UEPS o LIFO
```

```
Valor del inventario final = 5 Unid. * $10
 
000 = $50
 
000. El inventario final queda valorado al costo de la primera mercancía en existencia, explicado a continuación.
```

```
Había 10 unidades de $ 10
 
000 que entraron primeras.
```

```
Se compraron 30 unidades de $ 30
 
000 que entraron segundas.
```

```
Se vendieron 35 unidades:
```

```
Primero se vendió entera la segunda tanda de 30 unidades con costo $ 15
 
000, porque fueron las últimas en entrar (Last in, first out).
```

```
Luego, salieron 5 de las 10 primeras en entrar a $ 10
 
000, siendo estas las últimas en salir.
```

```
COMPARACIÓN DE LOS MÉTODOS
```

```
El impacto de la valuación de los inventarios a partir del uso de diferentes fórmulas de medición, considerando el incremento o reducción de los precios, el impacto que tiene en los estados financieros, también afecta a los indicadores que derivan de ellos. Algunas personas consideran mejor el método de últimas entradas, primeras salidas (UEPS) para el análisis de rendimiento, ya que presenta una mejor medida de la utilidad. Mientras que, para analizar los activos y la posición financiera, el método de primeras entradas primeras salidas (PEPS) es el utilizado.
```

```
La aplicación de diferentes técnicas para determinar el costo del inventario tiene un impacto directo en el importe reconocido como impuesto a las ganancias durante un periodo contable. En periodos donde los precios se incrementan, el método de primera entrada, primera salida (PEPS), ocasiona que el ingreso del periodo sea mayor, por lo tanto, el impuesto también lo será, en comparación con el método de inventario promedio ponderado. Bajo la aplicación de la técnica identificación específica, el importe de impuestos durante un periodo dependerá de los inventarios que hayan sido dados de baja en ese periodo.
```

```
Para los individuos de la entidad que tiene la responsabilidad de ejercer como gerentes, normalmente les conviene reportar ingresos elevados cada periodo, ya que es común que ellos reciban beneficios a partir de este indicador. Utilizando la técnica de identificación específica, el ingreso puede ser manipulado, para reportar ingresos elevados cada periodo. Al contrario, el método de primera entrada, primera salida (PEPS) y el de costo promedio ponderado no ofrecen esta libertad, causan impactos diferentes en la utilidad del periodo
```

```
Las ganancias por el mantenimiento del inventario en la entidad durante periodos algunas veces prolongados es eliminada a través de la implementación del método de última entrada, primera salida (UEPS).
```

```
Referencias
```

```
Colín, Juan García. Contabilidad de Costos. México: McGraw-Hill Interamericana, 2008.
```

```
Raiborn, Henry R. Anderson y Mitchell H. Conceptos Básicos de Contabilidad de Costos. México DF: Compañía Editorial Continental, 2001.
```

```
Meigs Bettner. Contabilidad la base para decisiones gerenciales
```

```
Martín Hernández Villegas
```

```
Garrison, R., Noreen, E., & Brewer, P. (2008). Contabilidad administrativa. 
Mc. Graw Hill
, 626. Retrieved from 
http://www.redalyc.org/exportarcita.oa?id=25701106
```

```
Gerardo, G.-C., & Nora E, A. de G. (2013). Contabilidad Financiera. 
Journal of Chemical Information and Modeling
, 8. 
https://doi.org/10.1017/CBO9781107415324.004
```

- Datos: Q6159393